# Шатрово (Челябинская область)
Шатрово — деревня в Еткульском районе Челябинской области России. Входит в состав Селезянского сельского поселения.

## География
Деревня находится на востоке Челябинской области, в лесостепной зоне, на берегу одноимённого озера, на расстоянии 15 км (по прямой) к северо-востоку от села Еткуль, административного центра района. Абсолютная высота — 186 м над уровнем моря.

## Население
| 2002 | 2010 |
| ---- | ---- |
| 121  | ↗148 |

### Гендерный состав
По данным Всероссийской переписи населения 2010 года, в гендерной структуре населения мужчины составляли 46,6 %, женщины — 53,4 %.
Национальный состав
Согласно результатам переписи 2002 года, в национальной структуре населения русские составляли 85 %.

## Улицы
- ул. Садовая,
- ул. Сиреневая,
- ул. Советская[5].